# Circondario della Lomellina
Il circondario della Lomellina era uno dei circondari in cui era suddivisa la provincia di Pavia. Capoluogo era la città di Mortara.

## Storia
In seguito all'annessione della Lombardia dal Regno Lombardo-Veneto al Regno di Sardegna (1859), fu emanato il decreto Rattazzi, che riorganizzava la struttura amministrativa del Regno, suddiviso in province, a loro volta suddivise in circondari.
Il circondario della Lomellina fu creato come suddivisione della provincia di Pavia; il territorio corrispondeva a quello della soppressa provincia di Lomellina del Regno di Sardegna, appartenuta alla divisione di Novara (salvo i mandamenti di Cava Manara e di Sannazzaro de' Burgondi che furono uniti invece al Circondario di Pavia).
Con l'Unità d'Italia (1861) la suddivisione in province e circondari fu estesa all'intera Penisola, lasciando invariate le suddivisioni stabilite dal decreto Rattazzi.
Il circondario di Mortara venne soppresso nel 1926 e il territorio assegnato al circondario di Pavia.

## Suddivisione
Nel 1863, la composizione del circondario era la seguente:
- mandamento I di Candia Lomellina
  - Candia Lomellina; Castelnovetto; Celpenchio; Cozzo; Langosco; Rosasco; Terrasa
- mandamento II di Gambolò
  - Borgo San Siro; Gambolò; Trumello
- mandamento III di Garlasco
  - Dorno; Garlasco; Groppello Lomellino; Zerbolò
- mandamento IV di Gravellona
  - Cassolnuovo; Cilavegna; Gravellona
- mandamento V di Mede
  - Castellaro de' Giorgi; Frascarolo; Goido; Lomello; Mede; Semiana; Torre Beretti; Velezzo; Villabiscossi
- mandamento VI di Mortara
  - Albonese; Castel d'Agogna; Mortara; Parona
- mandamento VII di Pieve del Cairo
  - Cairo Lomellino; Cambiò; Gagliavola; Gambarana; Isola Sant'Antonio; Mezzana Bigli; Pieve del Cairo; Suardi
- mandamento VIII di Robbio
  - Cerretto Lomellino; Confienza; Nicorvo; Palestro; Robbio; Sant'Angelo
- mandamento IX di San Giorgio di Lomellina
  - Cergnago; Olevano di Lomellina; Ottobiano; San Giorgio Lomellina; Valleggio
- mandamento X di Sartirana Lomellina
  - Breme; Sartirana Lomellina; Valle Lomellina; Zeme
- mandamento XI di Vigevano
  - Vigevano